# Gare de Touët-de-L'Escarène
La gare de Touët-de-L'Escarène est une gare ferroviaire française de la ligne de Nice à Breil-sur-Roya, située sur le territoire de la commune de Touët-de-l'Escarène, dans le département des Alpes-Maritimes, en région Provence-Alpes-Côte d'Azur.
Elle est mise en service en 1928 par la Compagnie des chemins de fer de Paris à Lyon et à la Méditerranée (PLM).
C'est une halte de la Société nationale des chemins de fer français (SNCF), desservie par des trains TER Provence-Alpes-Côte d'Azur.

## Situation ferroviaire
Établie à 406 mètres d'altitude, la gare de Touët-de-L'Escarène est située au point kilométrique (PK) 24,931 de la ligne de Nice à Breil-sur-Roya, entre les gares de L'Escarène et de Sospel. A environ 400 m à l'est de la gare en direction de Sospel débute le tunnel du col de Braus long de 5 938 m.

## Histoire
La gare est mise en service le 31 octobre 1928, lors de l'ouverture au trafic voyageurs de la ligne par la Compagnie des chemins de fer de Paris à Lyon et à la Méditerranée (PLM).

## Fréquentation
De 2015 à 2023, selon les estimations de la SNCF, la fréquentation annuelle de la gare s'élève aux nombres indiqués dans le tableau ci-dessous.
| Année     | 2015  | 2016  | 2017  | 2018  | 2019  | 2020  | 2021  | 2022  | 2023  |
| --------- | ----- | ----- | ----- | ----- | ----- | ----- | ----- | ----- | ----- |
| Voyageurs | 2 019 | 2 368 | 3 027 | 2 585 | 3 107 | 2 130 | 2 339 | 3 462 | 5 268 |

## Service des voyageurs

### Accueil
Halte SNCF, c'est un point d'arrêt non géré (PANG) à entrée libre. 

### Desserte
Touët-de-L'Escarène est desservie par des trains TER PACA qui effectuent des missions entre les gares de Nice-Ville et celle de Breil-sur-Roya. 

### Intermodalité
Un parking pour les véhicules est aménagé.